# Élections législatives vincentaises de 1984
Les élections législatives vincentaises de 1984 se sont déroulées de manière anticipée le 25 juillet 1984 à Saint-Vincent-et-les-Grenadines. Elles donnent lieu à une alternance, le Nouveau Parti démocratique (NPD) obtenant la majorité absolue avec neuf sièges sur les treize choisit au suffrage direct à la Chambre d'assemblée vincentaise, au détriment du Parti travailliste de Saint-Vincent (PTSV) au pouvoir. James Fitz-Allen Mitchell remplace Milton Cato au poste de Premier ministre.

## Contexte
Ces élections ont lieu avant l'échéance prévue à la suite de la dissolution prématurée de l'assemblée, dont le mandat de cinq ans devait s'achever l'année suivante.

## Système politique et électoral
Saint-Vincent-et-les-Grenadines est un royaume du Commonwealth, un État indépendant dans les Caraïbes ayant conservé la reine Élisabeth II comme chef symbolique et cérémoniel de l'État. Cette dernière est représentée par un gouverneur général choisi par le gouvernement vincentais. C'est une monarchie parlementaire et une démocratie multipartite. 
Son parlement monocaméral, l'assemblée, est composée de 19 à 21 membres élus pour cinq ans, dont 13 représentants au scrutin uninominal majoritaire à un tour dans autant de circonscriptions. Six autres membres, dits sénateurs, sont nommés par le gouverneur général, dont quatre sur proposition de la majorité au pouvoir et les deux autres sur celle de l'opposition. De même, Le président de l'assemblée et le procureur général sont membres de droit s'ils ne sont pas déjà issus des rangs de l'assemblée. Le Premier ministre et ses ministres sont issus de la Chambre d'assemblée, qui contrôle l'exécutif.
Le vote n'est pas obligatoire.

## Résultats
|                           |                                            |        |       |       |        |               |  |  |  |
| Parti                     | Parti                                      | Voix   | %     | +/-   | Sièges | +/-           |  |  |  |
|                           | Nouveau Parti démocratique (NPD)           | 21 700 | 51,41 | 24,03 | 9      | 7             |  |  |  |
|                           | Parti travailliste de Saint-Vincent (PTSV) | 17 493 | 41,44 | 12,80 | 4      | 7             |  |  |  |
|                           | Mouvement populaire uni (MPU)              | 1 350  | 3,20  | 10,35 | 0      | en stagnation |  |  |  |
|                           | Mouvement pour l'unité nationale (MUN)     | 855    | 2,03  | Nv    | 0      | en stagnation |  |  |  |
|                           | Parti populaire démocratique (PPD)         | 810    | 1,92  | Nv    | 0      | en stagnation |  |  |  |
|                           |                                            |        |       |       |        |               |  |  |  |
| Votes valides             | Votes valides                              | 42 208 | 99,29 |       |        |               |  |  |  |
| Votes blancs et invalides | Votes blancs et invalides                  | 299    | 0,71  |       |        |               |  |  |  |
| Total                     | Total                                      | 42 507 | 100   | –     | 13     | en stagnation |  |  |  |
| Abstentions               | Abstentions                                | 5 356  | 11,19 |       |        |               |  |  |  |
| Inscrits / participation  | Inscrits / participation                   | 47 863 | 88,81 |       |        |               |  |  |  |

| Majorité absolue |     |
| ↓                |     |
| 4                | 9   |
| PTSV             | NPD |

## Résultats par circonscription[1]
- PTSV : Parti travailliste de Saint Vincent (Saint Vincent Labour Party), nombre de candidats présentés : 13, chef : Milton Cato
- NPD : Nouveau Parti démocratique (New Democratic Party), nombre de candidats présentés : 13, chef : James Fitz-Allen Mitchell
- MPU : Mouvement populaire uni (United People's Movemnet), nombre de candidats présentés : 8, chef : ?
- MUN : Mouvement pour l'unité nationale (Movement for National Unity), nombre de candidats présentés : 4, chef : Ralph Gonsalves
- PPD : Parti populaire démocratique (People's Democratic Party), nombre de candidats présentés : 1, chef : Randolph Russell

Nombre total de candidat : 42
| Circonscription        | Parti  | Parti  | Parti | Parti | Parti | Suffrages | Suffrages | Suffrages | Inscrits | Partici- pation |
| Circonscription        | NPD    | PTSV   | MUN   | MPU   | PPD   | Valides   | Invalides | Total     | Inscrits | Partici- pation |
| ---------------------- | ------ | ------ | ----- | ----- | ----- | --------- | --------- | --------- | -------- | --------------- |
| North Windward         | 1 514  | 1 126  | 8     | -     | -     | 2 648     | 23        | 2 671     | 2 854    | 93,59 %         |
| North Central Windward | 948    | 1 643  | 820   | 73    | -     | 3 484     | 12        | 3 496     | 3 820    | 91,52 %         |
| South Central Windward | 1 661  | 904    | -     | 353   | -     | 2 918     | 27        | 2 945     | 3 116    | 94,51 %         |
| South Windward         | 1 402  | 1 346  | -     | 66    | -     | 2 814     | 19        | 2 833     | 3 164    | 89,54 %         |
| Marriaqua              | 1 213  | 1 889  | -     | 78    | -     | 3 180     | 22        | 3 202     | 3 723    | 86,01 %         |
| East St. George        | 1 721  | 2 119  | -     | -     | -     | 3 840     | 25        | 3 865     | 4 576    | 84,46 %         |
| West St. George        | 2 533  | 1 410  | -     | 82    | 23    | 4 048     | 28        | 4 076     | 4 715    | 86,45 %         |
| East Kingstown         | 1 886  | 1 053  | 21    | 162   | 106   | 3 228     | 30        | 3 258     | 3 756    | 86,74 %         |
| West Kingstown         | 1 859  | 1 224  | 6     | 79    | 17    | 3 185     | 18        | 3 203     | 3 615    | 88,60 %         |
| South Leeward          | 2 020  | 1 395  | -     | 457   | -     | 3 872     | 31        | 3 903     | 4 348    | 89,77 %         |
| Central Leeward        | 1 539  | 1 414  | -     | -     | -     | 2 953     | 12        | 2 965     | 3 251    | 91,20 %         |
| North Leeward          | 1 042  | 1 446  | -     | -     | 664   | 3 152     | 17        | 3 169     | 3 405    | 93,07 %         |
| Grenadines             | 2 362  | 524    | -     | -     | -     | 2 886     | 35        | 2 921     | 3 520    | 82,98 %         |
| Total                  | 21 700 | 17 493 | 855   | 1 350 | 810   | 42 208    | 299       | 42 507    | 47 863   | 88,81 %         |

## Représentants élus
| Circonscription        | Représentant sortant       | Parti | Parti | Représentant élu | Parti | Parti |
| ---------------------- | -------------------------- | ----- | ----- | ---------------- | ----- | ----- |
| North Windward         | P.R. Ballantyne            |       | PTSV  | Inconnu          |       | NPD   |
| North Central Windward | Vincent Ian Beache         |       | PTSV  | Inconnu          |       | PTSV  |
| South Central Windward | Offord D. Morris           |       | PTSV  | Inconnu          |       | NPD   |
| South Windward         | Charles St Clair Dacon     |       | PTSV  | Inconnu          |       | NPD   |
| Marriaqua              | K.A. Browne                |       | PTSV  | Inconnu          |       | PTSV  |
| East St. George        | Milton Cato                |       | PTSV  | Inconnu          |       | PTSV  |
| West St. George        | Arthur Francis Williams    |       | PTSV  | Inconnu          |       | NPD   |
| East Kingstown         | Randolph Bertie Russell    |       | PTSV  | Inconnu          |       | NPD   |
| West Kingstown         | Hudson Kemuel Tannis       |       | PTSV  | Inconnu          |       | NPD   |
| South Leeward          | Grafton Cephas Isaacs      |       | PTSV  | Inconnu          |       | NPD   |
| Central Leeward        | Arthur Theophilus Woods    |       | PTSV  | Inconnu          |       | NPD   |
| North Leeward          | Calder B. Williams         |       | NPD   | Inconnu          |       | PTSV  |
| Grenadines             | James Fitz-Allen Mitchell* |       | NPD   | Inconnu          |       | NPD   |

- * Mitchell a été élu lors de l'élection partielle du 23 juin 1980

## Conséquences
Milton Cato, qui occupait le poste de Premier ministre depuis l'indépendance cinq ans plus tôt après avoir été chef de gouvernement de Saint Vincent sous l'administration britannique de 1967 à 1972 et de 1974 à 1979, se retire le 22 janvier 1985 de la vie politique. L'élection partielle qui en résulte permet au NPD d'obtenir un siège supplémentaire. Vincent Beache le remplace en tant que chef de l'opposition.